# Runaljod - Gap Var Ginnunga
Runaljod - Gap Var Ginnunga è l'album di debutto del gruppo musicale norvegese Wardruna, pubblicato nel 2009, ed il primo della trilogia Runaljod.

## Tracce
1. Ár var alda – 2:19
2. Hagal – 7:40
3. Bjarkan – 5:53
4. Løyndomsriss – 3:15
5. Heimta Thurs – 4:18
6. Thurs – 1:16
7. Jara – 5:02
8. Laukr – 4:05
9. Kauna – 2:34
10. Algir - Stien klarnar – 4:17
11. Algir - Tognatale – 5:39
12. Dagr – 5:38

## Formazione
- Einar "Kvitrafn" Selvik: voce, polistrumentista (eccetto il violino)
- Lindy Fay Hella: voce
- Gaahl: voce
- Hallvard Kleiveland: violino norvegese